# Chiropterotriton cracens
Chiropterotriton cracens é uma espécie de salamandra da família Plethodontidae.
É endémica do México.
Os seus habitats naturais são: florestas temperadas.